# Runcinella
Runcinella is een geslacht van weekdieren uit de klasse van de Gastropoda (slakken).

## Soorten
- Runcinella condio Moro & Ortea, 2015
- Runcinella thompsoni Ortea & Rodriguez, 1993
- Runcinella zelandica Odhner, 1924